# 17.ª etapa da Volta a Espanha de 2017
A 17.ª etapa da Volta a Espanha de 2017 teve lugar a 6 de setembro de 2017 entre Villadiego e Arredondo sobre sobre um percurso de montanha de 180,5 km.

## Classificação da etapa
| \| Classificação por etapas \| Classificação por etapas \| Classificação por etapas \| Classificação por etapas \| Classificação por etapas \| \| Ciclista \| Ciclista \| Equipe \| Tempo \| \| \| ------------------------ \| ------------------------ \| ------------------------ \| ------------------------ \| ------------------------ \| \| 1. \| Stefan Denifl \| Aqua Blue Sport \| DQ \| \| \| 2. \| Alberto Contador \| Trek-Segafredo \| + 28s \| \| \| 3. \| Miguel Ángel López \| Astana \| + 1m04s \| \| \| 4. \| Vincenzo Nibali \| Bahrain-Merida \| + 1m04s \| \| \| 5. \| Ilnur Zakarin \| Katusha-Alpecin \| + 1m04s \| \| \| 6. \| Rafał Majka \| Bora-Hansgrohe \| + 1m04s \| \| \| 7. \| Michael Woods \| Cannondale-Drapac \| + 1m13s \| \| \| 8. \| Daniel Moreno \| Movistar Team \| + 1m17s \| \| \| 9. \| Wilco Kelderman \| Team Sunweb \| + 1m19s \| \| \| 10. \| David de la Cruz \| Quick-Step Floors \| + 1m42s \| \| |                    |                   |         |
| |                    |                   |         |
| Fonte: ProCyclingStats |                    |                   |         |
| Classificação por etapas |                    |                   |         |
| Ciclista | Ciclista           | Equipe            | Tempo   |
| 1. | Stefan Denifl      | Aqua Blue Sport   | DQ      |
| 2. | Alberto Contador   | Trek-Segafredo    | + 28s   |
| 3. | Miguel Ángel López | Astana            | + 1m04s |
| 4. | Vincenzo Nibali    | Bahrain-Merida    | + 1m04s |
| 5. | Ilnur Zakarin      | Katusha-Alpecin   | + 1m04s |
| 6. | Rafał Majka        | Bora-Hansgrohe    | + 1m04s |
| 7. | Michael Woods      | Cannondale-Drapac | + 1m13s |
| 8. | Daniel Moreno      | Movistar Team     | + 1m17s |
| 9. | Wilco Kelderman    | Team Sunweb       | + 1m19s |
| 10. | David de la Cruz   | Quick-Step Floors | + 1m42s |

## Classificações ao final da etapa

### Classificação geral
| \| Classificação geral \| Classificação geral \| Classificação geral \| Classificação geral \| Classificação geral \| \| Ciclista \| Ciclista \| Equipe \| Tempo \| \| \| ------------------- \| ------------------- \| ------------------- \| ------------------- \| ------------------- \| \| 1. \| Chris Froome \| Team Sky \| 67h44m03s \| \| \| 2. \| Vincenzo Nibali \| Bahrain-Merida \| + 1m16s \| \| \| 3. \| Wilco Kelderman \| Team Sunweb \| + 2m13s \| \| \| 4. \| Ilnur Zakarin \| Katusha-Alpecin \| + 2m25s \| \| \| 5. \| Alberto Contador \| Trek-Segafredo \| + 3m34s \| \| \| 6. \| Miguel Ángel López \| Astana \| + 4m39s \| \| \| 7. \| Michael Woods \| Cannondale-Drapac \| + 6m33s \| \| \| 8. \| Wout Poels \| Team Sky \| + 6m40s \| \| \| 9. \| Fabio Aru \| Astana \| + 6m45s \| \| \| 10. \| David de la Cruz \| Quick-Step Floors \| + 10m10s \| \| |                    |                   |           |
| |                    |                   |           |
| Fonte: ProCyclingStats |                    |                   |           |
| Classificação geral |                    |                   |           |
| Ciclista | Ciclista           | Equipe            | Tempo     |
| 1. | Chris Froome       | Team Sky          | 67h44m03s |
| 2. | Vincenzo Nibali    | Bahrain-Merida    | + 1m16s   |
| 3. | Wilco Kelderman    | Team Sunweb       | + 2m13s   |
| 4. | Ilnur Zakarin      | Katusha-Alpecin   | + 2m25s   |
| 5. | Alberto Contador   | Trek-Segafredo    | + 3m34s   |
| 6. | Miguel Ángel López | Astana            | + 4m39s   |
| 7. | Michael Woods      | Cannondale-Drapac | + 6m33s   |
| 8. | Wout Poels         | Team Sky          | + 6m40s   |
| 9. | Fabio Aru          | Astana            | + 6m45s   |
| 10. | David de la Cruz   | Quick-Step Floors | + 10m10s  |

### Classificação por pontos
| Classificação por pontos | Classificação por pontos | Classificação por pontos | Classificação por pontos | Classificação por pontos |
| Ciclista                 | Ciclista                 | Equipe                   | Pontos                   |                          |
| ------------------------ | ------------------------ | ------------------------ | ------------------------ | ------------------------ |
| 1.                       | Chris Froome             | Team Sky                 | 137 pts                  |                          |
| 2.                       | Vincenzo Nibali          | Bahrain-Merida           | 118 pts                  |                          |
| 3.                       | Matteo Trentin           | Quick-Step Floors        | 108 pts                  |                          |
| 4.                       | Miguel Ángel López       | Astana                   | 90 pts                   |                          |
| 5.                       | Wilco Kelderman          | Team Sunweb              | 89 pts                   |                          |
| 6.                       | Alberto Contador         | Trek-Segafredo           | 80 pts                   |                          |
| 7.                       | Ilnur Zakarin            | Katusha-Alpecin          | 79 pts                   |                          |
| 8.                       | Esteban Chaves           | Orica-Scott              | 61 pts                   |                          |
| 9.                       | Paweł Poljański          | Bora-Hansgrohe           | 58 pts                   |                          |
| 10.                      | José Joaquín Rojas       | Movistar Team            | 57 pts                   |                          |

### Classificação por equipas
| Classificação por equipes | Classificação por equipes | Classificação por equipes | Classificação por equipes |
| Equipe                    | Equipe                    | Tempo                     |                           |
| ------------------------- | ------------------------- | ------------------------- | ------------------------- |
| 1.                        | Astana                    | 202h52m23s                |                           |
| 2.                        | Sky                       | + 9m46s                   |                           |
| 3.                        | Movistar Team             | + 35m43s                  |                           |
| 4.                        | UAE Team Emirates         | + 1h00m38s                |                           |
| 5.                        | Orica-Scott               | + 1h19m59s                |                           |